# Elettra (A5340)
Elettra (A5340) je výzkumná a zpravodajská loď Italského námořnictva. Oficiálně je označována jako víceúčelová podpůrná loď. Ve službě je od roku 2003. Plavidlo operuje ze základny v La Spezia.

## Stavba
Plavidlo postavila italská loďařská koncernu Fincantieri ve své loděnici v Riva Trigoso ve městě Janov. Na vodu bylo spuštěno 24. července 2002 a do služby bylo přijato 7. října 2005.

## Konstrukce
Posádku tvoří třicet námořníků a až 65 zpravodajských techniků. Plavidlo je vybaveno různými systémy pro elektronický průzkum (SIGINT). Rovněž je vybaveno dálkově ovládaným podmořským prostředkem schopným operovat v hloubce až tisíc metrů a dekompresní komorou pro osm osob. Z paluby na zádi může provozovat bezpilotní letadly. Plavidlo je vyzbrojeno dvěma 25mm kanóny OTO Melara KBA. Pohonný systém tvoří dva kaskádové dieselgenerátory GMT-Wärtsilä CW 12V200 a dva elektromotory s permanentními magnety ABB MEMP, každý o výkonu 2012 hp, pohánějící dva lodní šrouby. Plavidlo má zdvojená kormidla a je vybaven příďovým dokormidlovacím zařízením o výkonu 536 hp. Nejvyšší rychlost dosahuje 16,5 uzlů. Dosah je 8000 námořních mil při rychlosti dvanáct uzlů.